# Pherusella tubulosa
Pherusella tubulosa är en mossdjursart som först beskrevs av Ellis och Daniel Solander 1786.  Pherusella tubulosa ingår i släktet Pherusella och familjen Pherusellidae. Inga underarter finns listade i Catalogue of Life.